# Маграт Чеснова
Маграт Чеснова изглежда като мокра кокошка. Кльощаво младо момиче с не особено красива (макар и симпатична) физиономия, неясна нужда от сутиен, редки зъби и рошава руса коса, която пет минути след миене и сушене изглежда като цял месец немита, колкото и да е пазена. Всъщност е трябвало да се казва Маргарет, но майка ѝ била зле с правописа. (В Ланкър по традиция името е каквото го каже кръстникът при церемонията – там например са имали крал Божке колко тежи Първи.)
Маграт е срамежлива, притеснителна и отстъпчива, и не обича да спори. (Което я е направило идеалната трета в сборище, в което другите две са Баба Вихронрав и Леля Ог.) Има излъчване на малко пухкаво животинче, което можеш да настъпиш безопасно. (Събитията от „Господари и господарки“ доказват, че и малките пухкави животинчета не са безопасни, когато са притиснати до стената.)
В Ланкърското сборище на вещиците Маграт играе ролята на Девицата. (По традиция, такова сборище се състои от Девицата, Майката и Бабичката. В случая Леля Ог е Майката, а Баба Вихронрав е... другата. Особено ако сте в нейно присъствие.) Вярва, или поне се мъчи да вярва в кристали, народни мъдрости, цикли на природата, гривни, амулети, стари книги и всякакви потенциално вещерски атрибути, и най-често е окичена с впечатляващи количества от тях. Извън това обаче е изненадващо практична. Технически погледнато, е по-добра лечителка от Баба Вихронрав и Леля Ог - поне се опитва да лекува с билки, докато примерно Баба би използвала каквото растение или бутилка с оцветена вода ѝ попаднат подръка, и главознание - в този случай, плацебо ефект.
Към момента Маграт е Кралица на Ланкър – омъжена е за новия Ланкърски крал Верънс II. Двамата имат дъщеря – принцеса Есмерелда Маргарет Внимавай в Правописа. (Въпросното име е резултат от опита на Маграт да подсигури, че кръщелната церемония няма да доведе до грешки като нейната собствена, и на споменатата по-горе Ланкърска традиция. Не е ясно доколко резултатът е по-добър.)
По думите на Тери Пратчет, Маграт е добродушна пародия на вещица, повлияна силно от модерните течения за духовно усъвършенстване.